# Епархия Жи-Параны
Епархия Жи-Параны (лат. Dioecesis Giparanensis) — епархия Римско-католической церкви c центром в городе Жи-Парана, Бразилия. Епархия Жи-Параны входит в митрополию Порту-Велью. Кафедральным собором епархии Жи-Парана является собор святого Иоанна Боско.

## История
3 января 1978 года Римский папа Павел VI издал буллу Tametsi munus, которой учредил территориальную прелатуру Вила-Рондонии, выделив её из территориальных прелатур Порту-Велью (сегодня — Архиепархия Порту-Велью) и Гуажара-Мирина. В этот же день территориальная прелатура Жи-Парана вошла в митрополию Манауса.
4 октября 1982 года территориальная прелатура Вила-Рондонии вошла в митрополию Порту-Велью.
19 февраля 1983 года Римский папа Иоанн Павел II издал буллу Ab ipsa Ecclesiae, которой преобразовал территориальную прелатуру Вила-Рондонии в епархию Жи-Параны.
23 декабря 1997 года епархия Жи-Параны передала часть своей территории для возведения новой епархии Жуины.

## Ординарии епархии
- епископ José Martins da Silva (3.01.1978 — 4.10.1982) — назначен архиепископом архиепархии Порту-Велью;
- епископ Antônio Possamai (4.03.1983 — 11.04.2007);
- епископ Bruno Pedron (11.04.2007 — по настоящее время).

## Источник
- Annuario Pontificio, Ватикан, 2007
- Булла Tametsi munus, AAS 70 (1978), стр. 146  (лат.)
- Булла Ab ipsa Ecclesiae, AAS 75 (1983) I, стр. 599  (лат.)